# Олексієнко Олександр Минович
Олександр Минович Олексієнко (15 березня 1924 — 5 грудня 1945) — радянський кулеметник часів Другої світової війни, командир кулеметного розрахунку 566-го стрілецького полку 153-ї стрілецької дивізії (49-а армія,2-й Білоруський фронт), старший сержант. Герой Радянського Союзу (1945).

## Життєпис
Народився 15 березня 1924 в селі Суходільському, нині Долинського району Кіровоградської області в селянській родині. Українець. Згодом разом з батьками переїхав до Кривого Рогу, навчався в школі Зеленого містечка.
З початком німецько-радянської війни евакуйований до Нижнього Тагілу Свердловської області Росії, де працював на металургійному заводі.
До лав РСЧА призваний Нижньотагільським РВК у 1942 році. З жовтня того ж року — на фронті. Воював на Південно-Західному, Західному та 2-у Білоруському фронтах. Двічі був поранений у 1942 році, тривалий час перебував на лікуванні. Знову на фронті з 1944 року.
Особливо старший сержант О. М. Олексієнко відзначився в Білорусі, під час форсування річки Дніпро. 26 червня 1944 на саморобному плоту переправився через Дніпро північніше Могильова і кулеметним вогнем підтримав переправу підрозділів полку. Наступного дня відбив 4 контратаки ворога, знищивши до 190 солдатів і офіцерів ворога, залишившись один, продовжував вести бій у напівоточенні. 28 червня відбив 2 контратаки, знищив автомобіль і 45 солдатів супротивника. 2 липня першим форсував річку Березина, ведучи кулеметний вогонь прямо з плоту; перебуваючи в бойових порядках піхоти, брав участь у відбиття контратаки, відсікаючи вогнем ворожу піхоту від танків; коли кулемет вийшов з ладу, взявши в руки автомат і гранати першим застрибнув до ворожих траншей в районі села Жарківка.
По закінченні війни старшина О. М. Олексієнко демобілізувався й повернувся до Кривого Рогу. Працював на заводі «Комуніст». Помер від ран 5 грудня 1945 року. Похований у братській могилі на центральному цвинтарі.

## Нагороди
Указом Президії Верховної Ради СРСР від 24 березня 1945 року за зразкове виконання бойових завдань командування на фронті боротьби з німецькими загарбниками та виявлені при цьому відвагу і героїзм, старшому сержанту Олексієнку Олександру Миновичу присвоєне звання Героя Радянського Союзу з врученням ордена Леніна і медалі «Золота Зірка» (№ 7247).
Також був нагороджений трьома орденами Червоної Зірки (18.12.1942, 07.09.1944, 08.11.1944), орденом Слави 3-го ступеня (18.07.1944) і медаллю «За відвагу» (10.10.1942).

## Пам'ять
У місті Кривий Ріг є вулиця Алексєєнка. 
Меморіальна дошка з портретом О. М. Олексієнка встановлена на Алеї Героїв у місті Долинська.